# رود فريدمان
رود فريدمان (بالإنجليزية: Rod Freedman)‏ هو صانع أفلام وثائقية أسترالي، ولد في 1951 في بوتسوانا.

## وصلات خارجية
- رود فريدمان على موقع IMDb (الإنجليزية)
- رود فريدمان على موقع قاعدة بيانات الفيلم (الإنجليزية)